# Digitales Wörterbuch der deutschen Sprache
Das Digitale Wörterbuch der deutschen Sprache (zkráceně DWDS ), česky Digitální slovník německého jazyka, alternativně také Das Wortauskunftssystem zur deutschen Sprache in Geschichte und Gegenwart, je projekt Akademie věd Berlín-Braniborsko.  Cílem projektu je vytvořit digitální slovník založený na velkých elektronických jazykových korpusech.
Navazuje na šestidílný Slovník současného německého jazyka (WDG) a propojuje jej s vlastními textovými a slovníkovými zdroji. Poskytuje uživateli informace k nejnovějším pravopisným normám, výslovnost ve formě zvukových souborů a širokou škálu informací o formě, použití a významu  slov. Práce na DWDS je financována jako součást programu akademie věd od roku 2007.